# Filmex

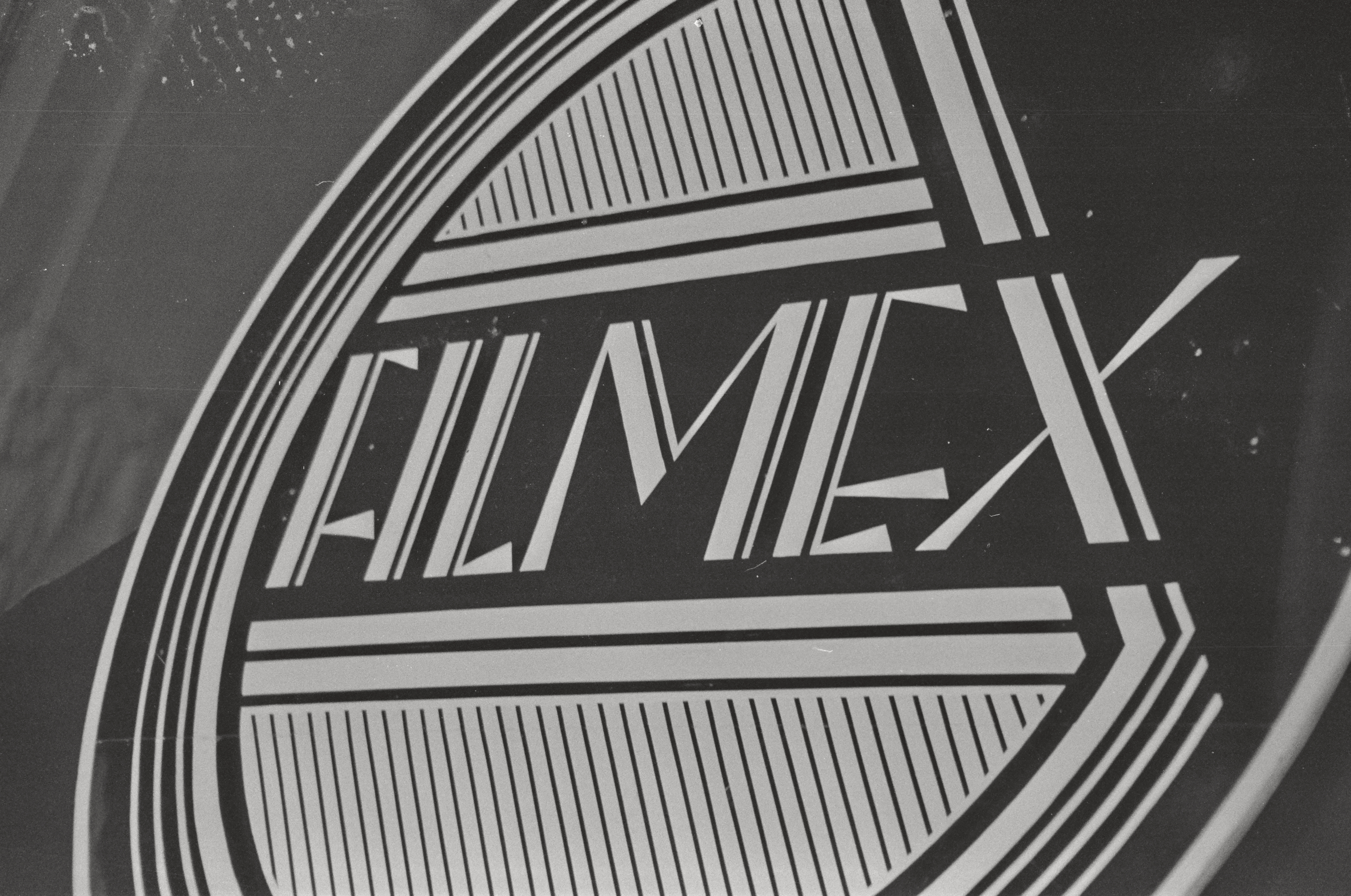
Foto tirada na estreia do filme "SEEMS LIKE OLD TIMES"

Filmex era um festival de cinema anual ocorrido em Los Angeles, Estados Unidos, que exibia inúmeros filmes de gêneros diversos. Aconteceu entre 1971 e o início da década de 1980, sucedendo ao Festival Internacional de Cinema de Los Angeles da American Film Institute. Após 1983, organizações culturais como a American Cinematheque receberam destaque na região.